# Nephelobotys nephelistalis
Nephelobotys nephelistalis är en fjärilsart som beskrevs av George Francis Hampson 1913. Nephelobotys nephelistalis ingår i släktet Nephelobotys och familjen Crambidae. Inga underarter finns listade i Catalogue of Life.